# Pavel Hak

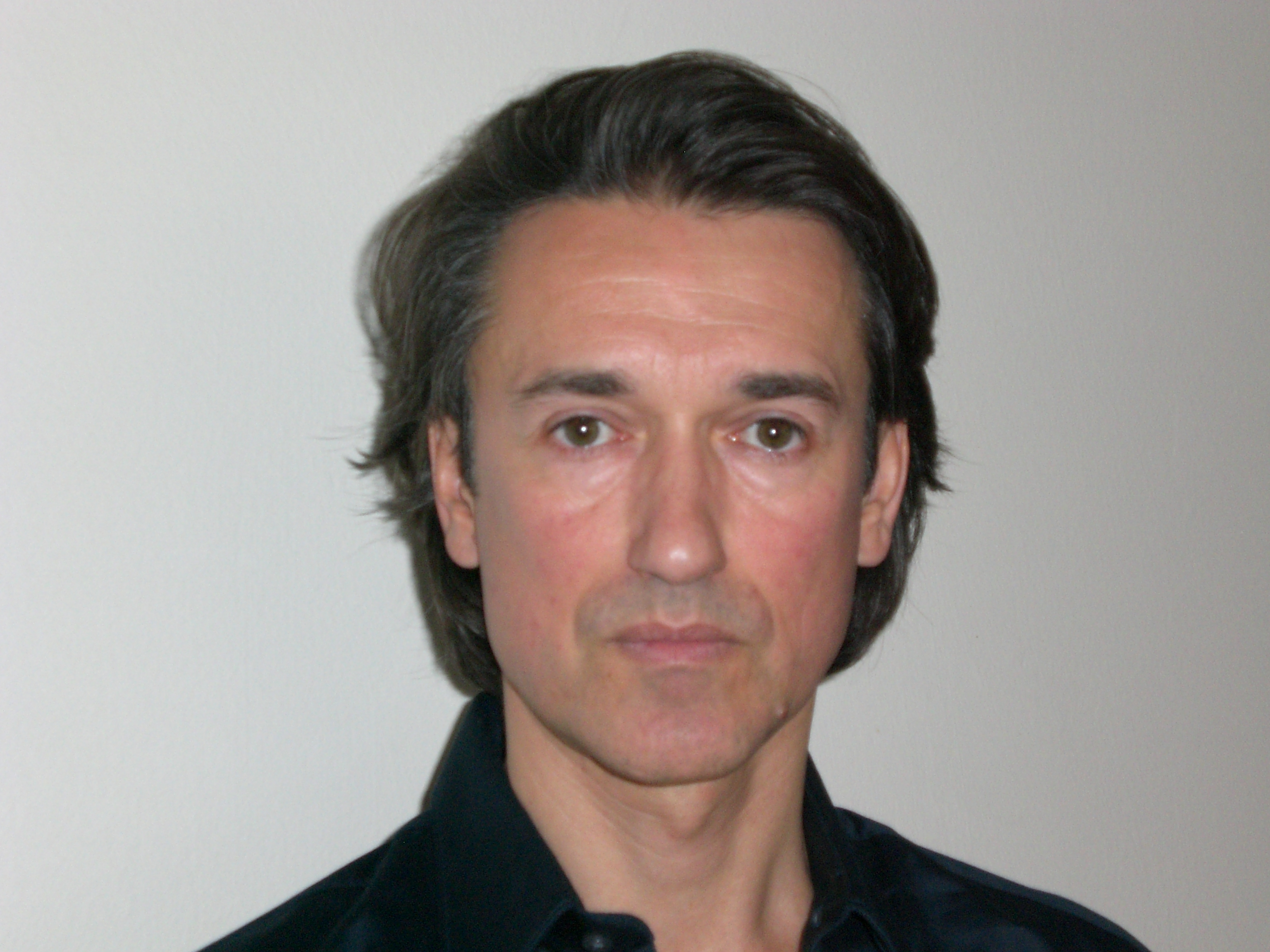
Pavel Hak

Pavel Hak (Tábor, 1962) è uno scrittore ceco di espressione francese.

## Biografia
Pavel Hak è nato nel 1962 a Tabor, nel sud della Boemia. A quindici anni è apprendista in una fabbrica di Praga. Tre anni dopo può entrare in un liceo tecnico e ottenere la maturità. Legge molto e comincia a scrivere. Dopo aver lavorato come guardiano notturno, nel 1984 è ammesso alla facoltà di giornalismo di Praga, ma ne viene escluso alla fine del primo semestre per ragioni politiche. Riprende a lavorare come guardiano notturno. Nel 1985 decide di lasciare la Cecoslovacchia. Attraversa clandestinamente la frontiera tra la Jugoslavia e l'Italia dove ottiene lo statuto di rifugiato politico.
Nel 1986 si trasferisce a Parigi. Riprende gli studi universitari, e trova un lavoro come portiere di notte in un albergo. Nel 1991 si laurea in filosofia alla Sorbona. Decide allora di dedicarsi alla scrittura. Nel 2001 pubblica il primo romanzo, Safari, scritto direttamente in francese, seguito da Sniper, nel 2002 e dalla pièce Lutte à mort nel 2004. Nel 2006 vince il Premio Wepler per il terzo romanzo, Trans. Nel 2008 gli viene riconosciuta la cittadinanza francese. Ha poi pubblicato altri due romanzi, Warax nel 2009 e Vomito Negro nel 2011. I suoi romanzi sono tradotti in diverse lingue. In italiano sono pubblicati Sniper (2014) e Trans (2015) presso l'editore Transeuropa.

## Opere
Safari, romanzo, 2001, éditions Tristram
Sniper, romanzo, 2002, éditions Tristram
Lutte à mort, teatro, 2004, édition Tristram
Trans, romanzo, 2006, édition du Seuil (http://www.seuil.com/auteur-10413.htm)
Warax, romanzo, 2009, éditions du Seuil (http://www.seuil.com/auteur-10413.htm)
Vomito Negro, romanzo, 2011, éditions Verdier
In italiano
Sniper, romanzo, 2014, Transeuropa
Trans, romanzo, 2015, Transeuropa

## Premi letterari
Prix Wepler 2006 per Trans
Prix Littéraire des jeunes européens 2012 per Vomito Negro